# Dražin Do
Dražin Do (en serbe cyrillique : Дражин До) est un village de Bosnie-Herzégovine. Il est situé sur le territoire de la ville de Trebinje et dans la république serbe de Bosnie. Selon les premiers résultats du recensement bosnien de 2013, il compte 80 habitants.

## Géographie
Le village est situé à l'ouest de Trebinje, sur le Popovo polje, une plaine karstique longue de 35 km, et au bord de la Trebišnjica, un cours d'eau qui débouche pour une part dans la mer Adriatique et se jette pour une autre part dans la Neretva.
Il est entouré par les localités suivantes :
|              | Bijelač   |                    |
| Marić Međine | Dražin Do | Trebinje Gomiljani |
|              | Gomiljani |                    |

## Histoire
Sur territoire du village se trouve le site de Gradac qui abrite les vestiges de fortifications remontant à la Préhistoire ; le site est inscrit sur la liste provisoire des monuments nationaux de Bosnie-Herzégivine.
Dans le village, l'église Saint-Clément, qui remonte à la fin du XVIe siècle ou au début du XVIIe siècle, est classée parmi les monuments nationaux du pays ; dans le cimetière, 10 tombes cruciformes sont également classées.

## Démographie

### Évolution historique de la population dans la localité
| 1948 | 1953 | 1961 | 1971 | 1981 | 1991 | 2013 |
| ---- | ---- | ---- | ---- | ---- | ---- | ---- |
| -    | -    | 83   | 98   | 60   | 46   | 80   |

|  |